# Maciej Kosik
Maciej Antoni Kosik (ur. 1 kwietnia 1952 w Dzierżoniowie) – polski nauczyciel, działacz sportowy i samorządowiec, prezydent Białej Podlaskiej (1994–1998).

## Życiorys
Ukończył studia w bialskopodlaskiej filii Akademii Wychowania Fizycznego, gdzie również pracował w latach 1977–1985. Od 1989 do 1991 był wicedyrektorem, następnie dyrektorem szkoły podstawowej w Białej Podlaskiej. W 1994 uzyskał mandat radnego Rady Miasta z ramienia Unii Wolności i Samorządności. W latach 1994–1998 pełnił funkcję prezydenta Białej Podlaskiej. W wyborach w 1997 i 2001 bez powodzenia ubiegał się o mandat parlamentarzysty z ramienia UW. W kolejnych wyborach samorządowych był wybierany do rady miasta z komitetu prezydenta Andrzeja Czapskiego. Z mandatu zrezygnował w związku z zakazem łączenia tego stanowiska z pełnieniem funkcji dyrektora szkoły.
Po odejściu z urzędu był m.in. trenerem piłki nożnej. Pracował jako nauczyciel wychowania fizycznego w III Liceum Ogólnokształcącym im. Adama Mickiewicza w Białej Podlaskiej. Został dyrektorem Zespołu Szkół Ogólnokształcących nr 2.
Odznaczony Srebrnym (2002) i Złotym (2013) Krzyżem Zasługi.